# Bisdom Granada
Het bisdom Granada (Latijn: Dioecesis Granadensis) is een rooms-katholiek bisdom met als zetel Granada, in Nicaragua. Het bisdom is suffragaan aan het aartsbisdom Managua. 

## Geschiedenis
Het bisdom werd opgericht op 2 december 1913, uit delen van het bisdom Nicaragua. Op 21 juli 1962 verloor het gebied bij de oprichting van de territoriale prelatuur Juigalpa.

## Parochies
Het bisdom had in 2021 een oppervlakte van 7.453 km2 en telde 641.033 inwoners waarvan 90,5% rooms-katholiek was.

## Bisschoppen
- José Cándido Piñol y Batres (10 december 1913 - 10 juli 1915)
- Canuto José Reyes y Balladares (12 juli 1915 - 3 november 1951)
- Marco Antonio García y Suárez (17 maart 1953 - 14 juli 1972)
- Leovigildo López Fitoria (7 juli 1972 - 15 december 2003)
- Bernardo Hombach Lütkermeier (15 december 2003 - 11 maart 2010)
- Jorge Solórzano Pérez (11 maart 2010 - heden)